# Vườn quốc gia Hồ Crater
Vườn quốc gia Hồ Crater là một vườn quốc gia Hoa Kỳ nằm ở phía Nam tiểu bang Oregon. Được thành lập vào năm 1902, đây là vườn quốc gia lâu đời thứ năm của Hoa Kỳ và cũng là vườn quốc gia duy nhất nằm ở tiểu bang Oregon. Tính năng chính của vườn quốc gia chính là Hồ Crater, một hồ hình thành trong miệng núi lửa, tàn dư của một ngọn núi lửa đã tắt, Núi Mazama, khu vực xung quanh là những ngọn đồi và rừng tạo ra một cảnh quan tuyệt đẹp.
Hồ Crater có độ sâu 1.943 feet (592 mét) tại điểm sâu nhất, khiến nó trở thành hồ sâu nhất tại Hoa Kỳ, sâu thứ hai ở Bắc Mỹ và thứ chín trên thế giới. Trước đây, hồ Crater thường được biết là hồ sâu thứ bảy trên thế giới, nhưng danh sách này chưa tính đến Hồ Vostok ở Nam Cực sâu 3000 feet (910 m) (nằm ở độ cao 13.000 feet (4.000 m) nên nước đáy hồ đóng băng và hồ chỉ sâu trung bình khoảng 344 m), và báo cáo gần đây của Hồ O'Higgins/San Martín có độ sâu tối đa lên tới 2.740 feet (840 m), nằm trên biên giới của Chile và Argentina. Tuy nhiên, khi so sánh độ sâu trung bình thì độ sâu trung bình của hồ là 1.148 feet (350 m) khiến Hồ Crater trở thành hồ sâu nhất ở Tây bán cầu và thứ ba thế giới. Độ sâu trung bình của hồ núi lửa này là do miệng núi lửa sâu 4.000 feet (1.200 m) gần như là đối xứng, hình thành 7.700 năm trước trong các đợt phun trào và tắt dần của núi Mazama, cùng với khí hậu tương đối ẩm ướt điển hình của các đỉnh núi trong dãy Cascade.
Vành miệng núi lửa ở độ cao từ 7.000 đến 8.000 foot (2.100 đến 2.400 m). Cục Khảo sát Địa chất Hoa Kỳ lấy độ cao chuẩn của vành miệng núi lửa là 6.178 feet (1.883 m). Vườn quốc gia này có diện tích 183.225 mẫu Anh (286,29 dặm vuông Anh; 741,49 km2). Hồ Crater không có bất kỳ dòng chảy vào hay ra khỏi nó. Nước trong hồ bị mất đi là do sự bốc hơi hoặc thẩm thấu. Nước hồ thường có màu xanh dương đậm nổi bật và trong, chính là nhờ nguồn nước mưa (mưa và mưa tuyết) cung cấp cho hồ khiến hồ Crater là một trong những hồ nước trong và sạch nhất thế giới và được biết đến với tên "Hồ Xanh".

## Khí hậu

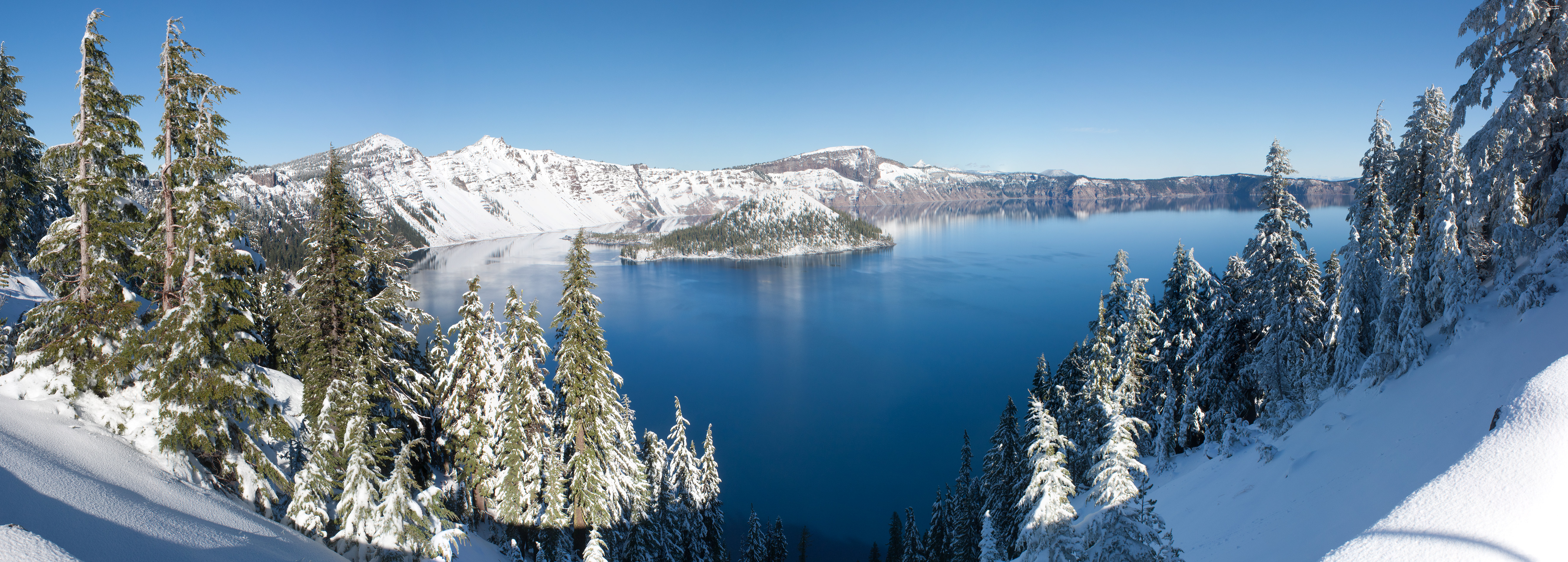
Toàn cảnh của hồ vào tháng 11 từ Làng Rim. Trong suốt mùa đông, con đường đến làng Rim thường được cào tuyết nhưng Rim Driver vẫn bị đóng cửa.

Tuyết là hiện tượng tương đối hiếm ở những khu vực đất thấp ở miền tây Oregon, nhưng nó là phổ biến ở những vùng có độ cao cao hơn, đặc biệt là ở Hồ Crater. Tại trụ sở của vườn quốc gia có độ cao là 6.475 foot (1.974 m) so với mực nước biển, cho thấy tuyết rơi thường xuyên hơn so với bất kỳ khu vực thời tiết nào khác của Oregon. Mùa đông tại vườn quốc gia là vào tháng 9 và kéo dài cho tới hết tháng 6 năm kế tiếp, trung bình tuyết rơi trong khoảng 98 ngày. Tuyết rơi dày có thể lên tới 37 inch (94 cm) trong một ngày (vào năm 1937, 1951, và 1971), 313 inch (800 cm) trong một tháng (tháng 1 năm 1950), và 903 inch (2.290 cm) trong một năm (năm 1950).
Tuyết tích tụ trong vườn quốc gia thường dày từ 10 đến 15 foot (3,0 đến 4,6 m) vào đầu mùa xuân. Hầu hết các tuyến đường của vườn quốc gia bị đóng cửa vào cuối mùa xuân, và mở cửa trở lại vào mùa hè. Vào tháng 7 và tháng 8 chính là khoảng thời gian đẹp nhất tại vườn quốc gia.
Tháng Giêng là tháng lạnh nhất trong năm tại đây, khi mức nhiệt trung bình cao nhất chỉ khoảng 35 °F (2 °C) và thấp nhất lên tới 18 °F (−8 °C). Tháng 8 là tháng có nhiệt độ cao nhất, với nhiệt độ trung bình khoảng 69 °F (21 °C) và thấp nhất là 40 °F (4 °C). Từ năm 1962 đến năm 1990, nhiệt độ cao nhất ghi nhận được tại vườn quốc gia là 90 °F (32 °C), và thấp nhất là −21 °F (−29 °C). Lượng mưa hàng năm trung bình khoảng 66 inch (1.700 mm)  và tháng 12 là khoảng thời gian ẩm ướt nhất, khi lượng mưa trung bình đạt 11 inch (280 mm).
Mặc dù tuyết rơi hầu hết trong suốt tám tháng đầu năm (lượng tuyết rơi trung bình hàng năm là 533 in (1.350 cm)) nhưng hồ Crater hiếm khi đóng băng. Điều này một phần là do một dòng chảy ven bờ tương đối ôn hòa từ Thái Bình Dương. Lần cuối cùng nước trong hồ đóng băng là vào năm 1949, khi mùa đông rất lạnh và kéo dài. Vào năm 1985, khoảng 95% bề mặt của hồ cũng từng bị đóng băng. Do hồ Crater sâu và rộng, hoạt động như một hồ chứa nhiệt hấp thụ và giữ nhiệt, duy trì nhiệt độ ở mức trung bình là 55 °F (12,8 °C) trên bề mặt và 38 °F (3,3 °C) dưới lòng hồ trong suốt cả năm. Nhiệt độ bề mặt dao động một chút, nhưng nhiệt dưới lòng hồ khá ổn định.
| Dữ liệu khí hậu của Hồ Crater (thông thường từ 1981–2010) | Dữ liệu khí hậu của Hồ Crater (thông thường từ 1981–2010) | Dữ liệu khí hậu của Hồ Crater (thông thường từ 1981–2010) | Dữ liệu khí hậu của Hồ Crater (thông thường từ 1981–2010) | Dữ liệu khí hậu của Hồ Crater (thông thường từ 1981–2010) | Dữ liệu khí hậu của Hồ Crater (thông thường từ 1981–2010) | Dữ liệu khí hậu của Hồ Crater (thông thường từ 1981–2010) | Dữ liệu khí hậu của Hồ Crater (thông thường từ 1981–2010) | Dữ liệu khí hậu của Hồ Crater (thông thường từ 1981–2010) | Dữ liệu khí hậu của Hồ Crater (thông thường từ 1981–2010) | Dữ liệu khí hậu của Hồ Crater (thông thường từ 1981–2010) | Dữ liệu khí hậu của Hồ Crater (thông thường từ 1981–2010) | Dữ liệu khí hậu của Hồ Crater (thông thường từ 1981–2010) | Dữ liệu khí hậu của Hồ Crater (thông thường từ 1981–2010) |
| Tháng                                                     | 1                                                         | 2                                                         | 3                                                         | 4                                                         | 5                                                         | 6                                                         | 7                                                         | 8                                                         | 9                                                         | 10                                                        | 11                                                        | 12                                                        | Năm                                                       |
| --------------------------------------------------------- | --------------------------------------------------------- | --------------------------------------------------------- | --------------------------------------------------------- | --------------------------------------------------------- | --------------------------------------------------------- | --------------------------------------------------------- | --------------------------------------------------------- | --------------------------------------------------------- | --------------------------------------------------------- | --------------------------------------------------------- | --------------------------------------------------------- | --------------------------------------------------------- | --------------------------------------------------------- |
| Trung bình ngày tối đa °F (°C)                            | 34.6 (1.4)                                                | 35.1 (1.7)                                                | 37.5 (3.1)                                                | 41.7 (5.4)                                                | 49.4 (9.7)                                                | 57.9 (14.4)                                               | 68.8 (20.4)                                               | 69.7 (20.9)                                               | 63.2 (17.3)                                               | 52.1 (11.2)                                               | 38.2 (3.4)                                                | 34.0 (1.1)                                                | 48.5 (9.2)                                                |
| Tối thiểu trung bình ngày °F (°C)                         | 19.0 (−7.2)                                               | 18.5 (−7.5)                                               | 19.8 (−6.8)                                               | 23.0 (−5.0)                                               | 28.3 (−2.1)                                               | 33.3 (0.7)                                                | 40.5 (4.7)                                                | 40.6 (4.8)                                                | 36.2 (2.3)                                                | 30.1 (−1.1)                                               | 22.6 (−5.2)                                               | 18.8 (−7.3)                                               | 27.6 (−2.5)                                               |
| Lượng Giáng thủy trung bình inches (mm)                   | 9.32 (237)                                                | 7.75 (197)                                                | 7.48 (190)                                                | 5.37 (136)                                                | 3.55 (90)                                                 | 2.22 (56)                                                 | 1.02 (26)                                                 | 1.00 (25)                                                 | 1.85 (47)                                                 | 4.44 (113)                                                | 10.29 (261)                                               | 11.41 (290)                                               | 65.7 (1.668)                                              |
| Lượng tuyết rơi trung bình inches (cm)                    | 85.5 (217)                                                | 73.8 (187)                                                | 73.4 (186)                                                | 48.8 (124)                                                | 17.4 (44)                                                 | 4.1 (10)                                                  | 0.2 (0.51)                                                | 0 (0)                                                     | 3.1 (7.9)                                                 | 17.3 (44)                                                 | 71.1 (181)                                                | 92.7 (235)                                                | 487.4 (1.236,41)                                          |
| Số ngày giáng thủy trung bình (≥ 0.01 in)                 | 17.9                                                      | 15.9                                                      | 18.1                                                      | 15.5                                                      | 11.2                                                      | 8.1                                                       | 3.9                                                       | 4.0                                                       | 5.8                                                       | 9.8                                                       | 17.5                                                      | 18.0                                                      | 145.7                                                     |
| Số ngày tuyết rơi trung bình (≥ 0.1 in)                   | 15.9                                                      | 14.3                                                      | 16.1                                                      | 12.6                                                      | 6.0                                                       | 2.0                                                       | 0.2                                                       | 0.1                                                       | 1.0                                                       | 4.7                                                       | 13.2                                                      | 16.4                                                      | 102.5                                                     |
| Nguồn: NOAA                                               |                                                           |                                                           |                                                           |                                                           |                                                           |                                                           |                                                           |                                                           |                                                           |                                                           |                                                           |                                                           |                                                           |

## Tính năng

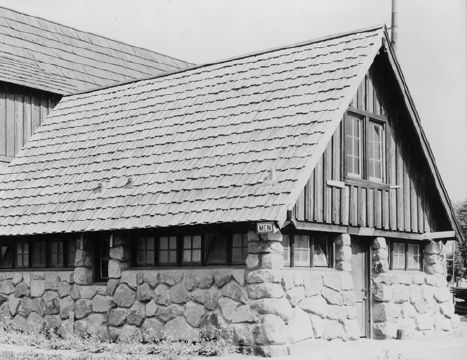
Nghi trạm số 4

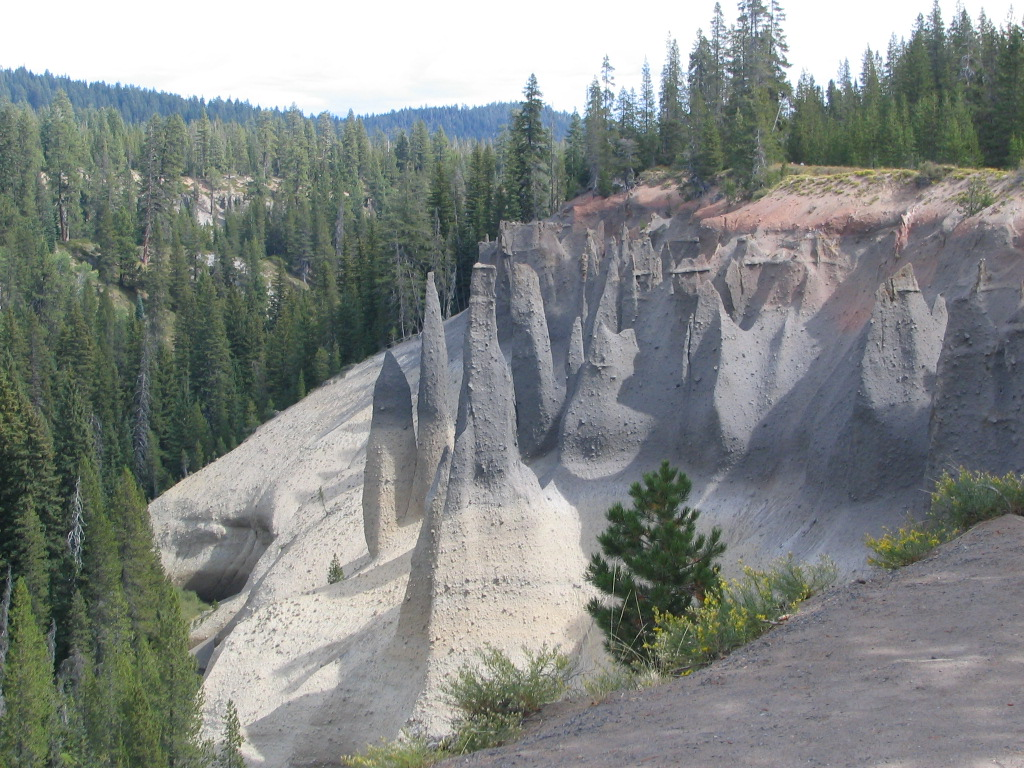
Các tháp nhọn và rừng.

Một số tính năng đáng chú ý được được hình thành sau những đợt phun trào núi lửa tại vườn quốc gia này là:
- Sa mạc đá bọt: một lớp đá bọt và tro nằm xa về hướng bắc của núi Mazama. Ngay cả sau hàng ngàn năm, khu vực này phần lớn là không có loài thực vật nào do độ xốp quá mức (đất không giữ được nước) và nghèo dinh dưỡng, chủ yếu là gồm chủ yếu là Regolith.
- Các đồi tháp nhọn: Khi tro núi lửa và đá bọt ở khu vực gần ngọn núi lửa, nó được hình thành độ cao lên tới 200–300 feet (60–90 m). Những năm sau đó, khí nóng di chuyển lên bề mặt và từ từ gắn tro và đá bọt với nhau trong khi tạo ra các rãnh và lỗ phun khí. Do sự xói mòn, hầu hết các tro lỏng xung quanh và đá bọt bị loại bỏ, tạo thành các tháp nhọn cao.

Một số tính năng khác trong vườn quốc gia: 
- Núi Scott: là một núi lửa dạng tầng có địa chất là đá Andesit dốc, hình nón có dung nham từ macma của núi Mazama; các nhà địa chất gọi ngọn núi lửa như một núi vệ tinh của núi Mazama.
- Ở góc phía tây nam của vườn quốc gia là đỉnh Union, một ngọn núi lửa đã tắt có dạng Núi lửa hình khiên lớn, đó là dung nham rắn lại ở vành của núi lửa.
- Miệng núi lửa Timber là một ngọn núi lửa hình khiên nằm ở góc đông bắc của vườn quốc gia. Cũng giống như Union, nó được hình thành bởi các dòng dung nham bazan và andexit, nhưng khác là nó có dạng hai nón xỉ.
- Rim Drive là con đường đi bộ phổ biến nhất để đi tham quan Hồ Crater.
- Llao Rock là khối đá cao 1.800 feet (550 m) nằm về phía bắc của hồ.[11]
- Đường mòn Pacific Crest là một đường mòn đi bộ trải dài từ Mexico tới biên giới Canada chạy qua vườn quốc gia.
- Khu rừng nguyên sinh có diện tích  50.000 mẫu Anh (20.000 ha)[12]